# 横馬場町
横馬場町（よこばばちょう）は、鹿児島県薩摩川内市の町。旧川内市横馬場町。郵便番号は895-0023。人口は733人、世帯数は302世帯（2020年10月1日現在）。横馬場町の全域で住居表示を実施している。

## 地理
薩摩川内市の本土側の南西部、川内川の下流域に位置している。薩摩川内市の市街地に位置しており、字域の北方には大小路町、南方には鳥追町、西方から南方にかけては東向田町、西方には向田本町、白和町、東方には肥薩おれんじ鉄道線、九州新幹線を挟んで平佐町にそれぞれ接している。
南方から西方にかけて春田川が流れ、北端部を川内川が東西に流れている。
横馬場通り沿線には商店街と住宅が混在して所在している他に、川内駅に近いため、ホテル等の宿泊施設も多く所在している。字域の北部を東西に鹿児島県道394号山崎川内線が通っている。

### 町名の由来
横馬場町という町名は付近がかつて平佐町の小字「横馬場」の区域であったことに由来している。

## 歴史
1965年（昭和40年）4月1日に平佐町・白和町の一部の区域において住居表示に関する法律に基づき街区方式による住居表示が実施されることとなった。それに伴い同日付で町名・地番の変更が行われ川内市平佐町及び白和町の各一部より分割され、川内市の町名「横馬場町」として設置された。
2004年（平成16年）10月12日に川内市、東郷町、入来町、祁答院町、樋脇町、下甑村、上甑村、鹿島村、里村が新設合併し薩摩川内市が設置された。この市町村合併に伴い設置された法定合併協議会において川内市の町・字については「現行通りとする。」と協定されたため、名称の変更は行われずに薩摩川内市の町となった。

### 町域の変遷
| 変更後           | 変更年             | 変更後         |
| ---------------- | ------------------ | -------------- |
| 横馬場町（新設） | 1965年（昭和40年） | 平佐町（一部） |
| 横馬場町（新設） | 1965年（昭和40年） | 白和町（一部） |

## 人口
以下の表は国勢調査による小地域集計が開始された1995年以降の人口の推移である。
| 年                 | 人口 |
| ------------------ | ---- |
| 1995年（平成7年）  | 518  |
| 2000年（平成12年） | 530  |
| 2005年（平成17年） | 511  |
| 2010年（平成22年） | 387  |
| 2015年（平成27年） | 449  |
| 2020年（令和2年）  | 733  |

## 施設

### 公共
- 薩摩川内市営横馬場駐車場[17]
- 横馬場自治会館

### 寺社
- 秋葉神社

## 小・中学校の学区
市立小・中学校に通う場合、学区（校区）は以下の通りとなる。
| 町丁     | 番地 | 小学校                   | 中学校                     |
| -------- | ---- | ------------------------ | -------------------------- |
| 横馬場町 | 全域 | 薩摩川内市立平佐西小学校 | 薩摩川内市立川内中央中学校 |

## 交通

### 鉄道
字域の東端部を肥薩おれんじ鉄道線及び九州新幹線が通っているが、字域内には駅は所在していない。最寄り駅は隣接する鳥追町に所在している川内駅である。

### 道路
一般県道
- 鹿児島県道394号山崎川内線